# Chlorocoma dichloraria
Chlorocoma dichloraria là một loài bướm đêm thuộc họ Geometridae. Loài này có ở New South Wales, Queensland, Nam Úc, Tasmania, Victoria và Tây Úc.
Sải cánh khoảng 30 mm.
Ấu trùng ăn các loài Mimosaceae.